# Cléber Chalá
Cléber Chalá Guerrón (Imbabura, 29 de junio de 1971) es un exfutbolista ecuatoriano. Jugaba de mediocampista y su último equipo fue el El Nacional de la Serie A de Ecuador. Actualmente vive en la ciudad de Quito y tiene algunos emprendimientos.

## Trayectoria

### Como jugador
El Nacional
Inició su carrera en el Club Deportivo El Nacional de Quito, debutó en primera división en el año de 1990, su debut internacional se dio en la Copa Conmebol de 1992, permaneció en este club hasta 2001, año en el cual migró al fútbol de Europa, regresó a El Nacional en 2002 y salió nuevamente en 2004, regresó por tercera vez al cuadro criollo para 2005 y allí permaneció hasta 2008, año en el cual se retiró del fútbol profesional.

Southampton
En 2001, firmó por el Southampton de la Premier League de Inglaterra. Su paso fue corto y no pudo debutar en la primera división de aquel país.

Deportivo Quito
En el año 2004, firma por una temporada para Deportivo Quito, con el cuadro chulla disputó veintiocho partidos y anotó siete goles.

Universidad San Martín
Debido a que el Deportivo Quito se quedó fuera de la liguilla final del Campeonato Ecuatoriano de Fútbol 2004, el club prestó a los jugadores más importantes de aquel año a diferentes clubes para que tengan ritmo futbolístico. Uno de ellos fue Chalá, que fue cedido a la Universidad San Martín hasta el final de la temporada. En aquel club, disputó quince partidos y anotó dos goles.

### Como DT
Espoli
Debutó como DT en el Espoli, el cual militaba en la Serie B del campeonato ecuatoriano de fútbol. El anuncio fue realizado el 19 de febrero de 2015, Chalá se mantuvo en el cargo hasta el final de la temporada 2015.

## Selección nacional
Ha sido internacional con la selección de fútbol de Ecuador entre 1993 y 2004.

### Participaciones enCopas del Mundo
| Mundial                       | Sede                  | Resultado      | PJ | GA | Asis |
| ----------------------------- | --------------------- | -------------- | -- | -- | ---- |
| Mundial de Corea y Japón 2002 | Corea del Sur y Japón | Fase de grupos | 3  | 0  | 0    |

### Participaciones enCopas América
| Torneo                 | Sede                   | Resultado              | PJ | GA | Asis |
| ---------------------- | ---------------------- | ---------------------- | -- | -- | ---- |
| Copa América 1993      | Ecuador                | Cuarto lugar           | 2  | 0  | 0    |
| Copa América 1997      | Bolivia                | Cuartos de final       | 1  | 0  | 0    |
| Copa América 2001      | Colombia               | Fase de grupos         | 2  | 1  | 0    |
| Copa América 2004      | Perú                   | Fase de grupos         | 3  | 0  | 0    |
| Total en Copas América | Total en Copas América | Total en Copas América | 8  | 1  | 0    |

### Participaciones enCopas Oro
| Torneo        | Sede           | Resultado      | PJ | GA | Asis |
| ------------- | -------------- | -------------- | -- | -- | ---- |
| Copa Oro 2002 | Estados Unidos | Fase de grupos | 2  | 0  | 0    |

### Participaciones enEliminatorias al Mundial
| Eliminatoria                                | Sede del Mundial       | Posición               | Resultado   | PJ | GA | Asis |
| ------------------------------------------- | ---------------------- | ---------------------- | ----------- | -- | -- | ---- |
| Eliminatorias Mundial de USA 1994           | Estados Unidos         | 4°lugar 5pts Grupo B   | Eliminado   | 8  | 1  | 0    |
| Eliminatorias Mundial de Francia 1998       | Francia                | 6°lugar 21pts          | Eliminado   | 4  | 1  | 0    |
| Eliminatorias Mundial de Corea y Japón 2002 | Corea del Sur y Japón  | 2°lugar 31pts          | Clasificado | 14 | 1  | 0    |
| Eliminatorias Mundial de Alemania 2006      | Alemania               | 3°lugar 28pts          | Clasificado | 7  | 0  | 0    |
| Total en Eliminatorias                      | Total en Eliminatorias | Total en Eliminatorias | 2/4         | 33 | 3  | 0    |

## Clubes

### Como jugador
| Club            | País       | Año       |
| --------------- | ---------- | --------- |
| El Nacional     | Ecuador    | 1990-2001 |
| Southampton     | Inglaterra | 2001-2002 |
| El Nacional     | Ecuador    | 2002-2003 |
| Deportivo Quito | Ecuador    | 2004      |
| U. San Martín   | Perú       | 2004      |
| El Nacional     | Ecuador    | 2005-2008 |

### Como entrenador
| Club   | País    | Año  |
| ------ | ------- | ---- |
| Espoli | Ecuador | 2015 |

## Estadísticas
Datos actualizados a fin de carrera deportiva.
| El Nacional · Ecuador |               |               |     |     |    |     |     |      |      |
| 1.ª | 1990          | 22            | 1   | -   | -  | 22  | 1   | 0,05 |      |
| 1.ª | 1991          | 28            | 4   | -   | -  | 28  | 4   | 0,15 |      |
| 1.ª | 1992          | 37            | 8   | 6   | 5  | 43  | 13  | 0,31 |      |
| 1.ª | 1993          | 19            | 2   | 7   | 3  | 26  | 5   | 0,19 |      |
| 1.ª | 1994          | 34            | 8   | 2   | 1  | 36  | 9   | 0,26 |      |
| 1.ª | 1995          | 18            | 1   | 0   | 0  | 18  | 1   | 0,06 |      |
| 1.ª | 1996          | 31            | 12  | -   | -  | 31  | 12  | 0,40 |      |
| 1.ª | 1997          | 36            | 12  | 8   | 3  | 44  | 15  | 0,34 |      |
| 1.ª | 1998          | 38            | 9   | 8   | 1  | 46  | 10  | 0,22 |      |
| 1.ª | 1999          | 36            | 13  | 6   | 0  | 42  | 13  | 0,31 |      |
| 1.ª | 2000          | 30            | 4   | 14  | 3  | 44  | 7   | 0,16 |      |
| 1.ª | 2001          | 20            | 6   | 6   | 0  | 26  | 6   | 0,23 |      |
| 1.ª | 2002          | 5             | 1   | 2   | 0  | 7   | 1   | 0,14 |      |
| 1.ª | 2003          | 40            | 15  | 6   | 1  | 46  | 16  | 0,35 |      |
| 1.ª | 2005          | 29            | 8   | 1   | 1  | 30  | 9   | 0,30 |      |
| 1.ª | 2006          | 21            | 0   | 5   | 0  | 26  | 0   | 0,00 |      |
| 1.ª | 2007          | 10            | 1   | 3   | 2  | 13  | 3   | 0,23 |      |
| 1.ª | 2008          | 3             | 0   | -   | -  | 3   | 0   | 0,00 |      |
| Total club | Total club    | 457           | 105 | 74  | 20 | 531 | 125 | 0,24 |      |
| Southampton Inglaterra |               |               |     |     |    |     |     |      |      |
| 1.ª | 2001-02       | 0             | 0   | -   | -  | 0   | 0   | 0,00 |      |
| Total club | Total club    | 0             | 0   | 0   | 0  | 0   | 0   | 0,00 |      |
| Deportivo Quito · Ecuador |               |               |     |     |    |     |     |      |      |
| 1.ª | 2004          | 28            | 7   | -   | -  | 28  | 7   | 0,25 |      |
| Total club | Total club    | 28            | 7   | 0   | 0  | 28  | 7   | 0,25 |      |
| Universidad San Martín · Perú |               |               |     |     |    |     |     |      |      |
| 1.ª | 2004          | 15            | 2   | -   | -  | 15  | 2   | 0,13 |      |
| Total club | Total club    | 15            | 2   | 0   | 0  | 15  | 2   | 0,13 |      |
| Total carrera | Total carrera | Total carrera | 500 | 114 | 74 | 20  | 574 | 134  | 0,24 |
| (1) Incluye datos de la Copa Libertadores (1993, 1997, 2000, 2001, 2002, 2003, 2006); Copa Conmebol (1992, 1994); Copa Merconorte (1998, 1999, 2000); Copa Sudamericana (2005, 2006, 2007). (2) No incluye goles en partidos amistosos. |               |               |     |     |    |     |     |      |      |

### Resumen estadístico
| Competición              | Part. | Goles |
| ------------------------ | ----- | ----- |
| Serie A de Ecuador       | 485   | 112   |
| Primera división de Perú | 15    | 2     |
| Copa Libertadores        | 39    | 10    |
| Copa Conmebol            | 8     | 6     |
| Copa Merconorte          | 20    | 1     |
| Copa Sudamericana        | 7     | 3     |
| Selección ecuatoriana    | 86    | 6     |
| Total                    | 660   | 140   |

## Palmarés
Como futbolista

### Campeonatos nacionales
| Título                 | Club        | País    | Año    |
| ---------------------- | ----------- | ------- | ------ |
| Campeonato Ecuatoriano | El Nacional | Ecuador | 1992   |
| Campeonato Ecuatoriano | El Nacional | Ecuador | 1996   |
| Campeonato Ecuatoriano | El Nacional | Ecuador | 2005 C |
| Campeonato Ecuatoriano | El Nacional | Ecuador | 2006   |